# Meterstock
Ein Meterstock ist ein einfaches Längenmessgerät, das hauptsächlich in der Forstwirtschaft eingesetzt wird und das üblicherweise eine Länge von einem Meter hat.

## Bedeutung
Es handelt sich dabei um ein denkbar einfaches gerades Stück Holz – zumeist in Form eines Stabes, bei dem häufig die Rinde zur besseren Auffindbarkeit im Wald entfernt wird oder das farblich erkennbar gemacht wird. Dieser Meterstock wird üblicherweise vom Benutzer selbst auf diese Länge zugeschnitten. Dabei wird die Länge von einem Gliedermaßstab übernommen. Eine besonders exakte Längenmessung damit ist nicht möglich, da damit nur die volle Länge des Stockes gemessen werden kann, selten wird eine weitere Unterteilung gemacht. Für Forstzwecke (zum Beispiel für das Abmessen von Stämmen und Ästen auf einen Meter genau bzw. ein Vielfaches davon) aber sehr praktisch, weil handlich, schnell und ausreichend.
Für genaueres Messen bzw. höherwertiges oder längeres Holz wird zumeist ein Forstmaßband verwendet.
Zum schnellen Anreißen wird ein Reißmeter benutzt.